# Peyber
Peyber Hispania es un grupo familiar de empresas posicionadas en los sectores de construcción y promoción inmobiliaria, a los que se suman las nuevas líneas de negocio de medio ambiente y concesiones, y la expansión internacional hacia países de Europa Central y del Este, iniciada con el Proyecto AVANTIA en Rumania.
El Grupo Peyber se encuentra entre las 500 empresas que más empleo crean en Europa, según el ranking elaborado por Europe´s 500 - Entrepreneurs for Growth (edición 2006), asociación sin ánimo de lucro apoyada entre otras por Microsoft y KPMG. La empresa pasó de tener 87 trabajadores en plantilla en 2002 a más de 200 en 2005, lo que representa un incremento del 246%. Ocupa la posición 108 en el ranking. Ahora cuenta con más de 300 empleados.
En diciembre de 2008, el Grupo Peyber obtuvo las certificaciones de Calidad, Gestión de la Seguridad y Salud en el Trabajo y Gestión Ambiental de las manos de la entidad de certificación  BSI (British Standard Institution) España, según las Normas UNE-EN ISO 9001: 2000, OHSAS 18001: 2007 y UNE-EN ISO 14001: 2004.

## Historia
- El Grupo Peyber comienza su actividad en 1994, a través de la constitución de Peyber Hispania como empresa constructora. La actividad de la empresa se centra mayoritariamente en el mercado industrial y el de oficinas. Peyber Hispania es fruto de la fusión de dos grupos familiares y otros accionistas minoritarios.

- En 1999, se toma la decisión de impulsar el negocio de la promoción inmobiliaria como una de las principales líneas de actividad del Grupo. Actualmente, constituye una parte importante de la organización.

- A partir de 2002, se inician las actividades de diversificación en los sectores de medio ambiente y de concesiones.

- En 2006, se inicia su expansión internacional, con la entrada de Peyber en Rumania, inicialmente en el sector inmobiliario, y más recientemente en el de construcción.

## Líneas de negocio

### Construcción
La actividad de construcción del Grupo Peyber comprende, además de la Obra Civil, todos los sectores del área de edificación, que son:
- Oficinas
- Centros Comerciales
- Industrial-Logístico
- Residencial

La base de actividad del Grupo se encuentra geográficamente en la Comunidad de Madrid y Castilla-La Mancha .

### Promoción inmobiliaria
Grupo Peyber desarrolla promociones en los sectores siguientes:
- Residencial
- Industrial
- Comercial

La base de negocio inmobiliario se desarrolla en Madrid, Castilla-La Mancha e Islas Canarias.

### Medio ambiente
Peyber tiene operativas dos plantas de clasificación y tratamiento de residuos de demolición y obra domiciliarias:
- una de ellas en Moralzarzal[3]
- y otra en Pantoja (provincia de Toledo).

En los próximos meses el Grupo abrirá una tercera en la localidad de San Sebastián de los Reyes.

### Concesiones
Grupo Peyber ha iniciado recientemente algunas actividades en materia de concesiones.
Bervia, sociedad participada al 50% por Peyber Hispania, resultó en abril de 2006 adjudicataria de la concesión para la realización de obras y mantenimiento de la Zona 2 de la red provincial de carreteras de Toledo.
Dicha zona se ubica en la parte noreste de la provincia.
La concesión tiene una duración de 20 años, y se han invertido en ella más de 27 millones de euros. Ahora el plan de carreteras de la Diputación de Toledo está finalizado al 42%.

## Desarrollo internacional
Desde 2006, el Grupo Peyber está desarrollando en Rumanía su actividad de promoción inmobiliaria, a través de Avantia, , proyecto de 90 MM € de RRPP. El Grupo dispone actualmente de terrenos en la ciudad de Bucarest para el desarrollo en los próximos años de más de 7000 viviendas.
Desde 2008 igualmente se desarrolla el negocio de Construcción en Rumania, donde el Grupo Peyber cuenta en Bucarest con oficinas en el norte de la ciudad y una estructura de personal permanente.

## Cifras económicas
(en miles de euros)
|                               | 2007    | 2006    |
| ----------------------------- | ------- | ------- |
| Ingresos de explotación       | 109.045 | 120.944 |
| Beneficios antes de Impuestos | 16.329  | 21.695  |
| Total Activos                 | 143.173 | 113.361 |
| Recursos Propios              | 47.229  | 35.395  |

## Críticas
El Grupo Peyber ha sufrido varias críticas sobre casos posibles de corrupción. Según la formación política Izquierda Unida (IU), la empresa habría sido beneficiaria de concesiones urbanísticas y públicas en varios municipios por sus conexiones políticas.
Peyber ha negado cualquier relación empresarial y trato a favor.
La empresa Peyber no fue condenada para ninguna de las denuncias por las que fue atacada.